# Da 5 블러드
《Da 5 블러드》(영어: Da 5 Bloods)는 2020년 공개된 미국의 전쟁 드라마 영화로, 스파이크 리가 감독과 공동각본을 맡았다. 배우 채드윅 보즈먼의 사망 전 공개된 마지막 작품이다.

## 출연

### 주연
- 델로이 린도 : 폴 역
- 조너선 메이저스 : 데이비드 역
- 클라크 피터스 : 오티스 역

### 조연
- 놈 루이스 : 에디 역
- 아이제이아 휘틀록 주니어 : 멜빈 역
- 채드윅 보즈먼 : 진격의 노먼 역
- 멜라니 티에리 : 헤디 역
- 폴 월터 하우저 : 시몬 역
- 야스퍼 페크쾨넨 : 세포 역
- 장 르노 : 데로쉬 역
- 응오 탄 반

## 같이 보기
- 쓰리 킹즈
- 시에라 마드레의 황금 (영화)
- 샤레이드